# Iujni (Xepsi)
Iujni - Южный (rus) - és un poble del krai de Krasnodar, a Rússia. Es troba als vessants del Caucas occidental, prop de la riba nord-oriental de la mar Negra, a 5 km al sud-est de Tuapsé i a 108 km al sud de Krasnodar. Pertany al poble de Xepsi.